# Habaai
Habaai – dzielnica (wijk) miasta Willemstad oraz osada (buurt), w dystrykcie Willemstad, w kraju autonomicznym Curaçao, należącym do Holandii, w Ameryce Południowej. 20 października 2023 r. liczyła 2428 mieszkańców.  

## Osady
W skład dzielnicy wchodzą trzy osady (buurt):
| Lp. | Nazwa                 | Powierzchnia km² | Liczba mieszkańców |
| --- | --------------------- | ---------------- | ------------------ |
| 1.  | Habaai                | 0,29             | 372                |
| 2.  | Santa Helena          | 0,27             | 680                |
| 3.  | Welgelegen bij Habaai | 0,05             | 122                |